# Daniel Schröckert
Daniel Schröckert (* 10. September 1976 in Oberhausen) ist ein deutscher Moderator, Filmjournalist und DJ.

## Leben
Daniel Schröckert absolvierte nach dem Wehrdienst eine Ausbildung als Verlagskaufmann beim Unterhaltungs- und Erotikmagazin Coupé. Seit 2009 arbeitet Schröckert freiberuflich als Journalist zu Film- und Unterhaltungsthemen für Print-, Online- und Fernsehredaktionen. Seit Februar 2014 führt Daniel Schröckert durch das wöchentliche Kinomagazin Kino+ auf dem Livestream-Kanal Rocket Beans TV. Von Mai 2020 bis 2023 moderierte Schröckert zusammen mit seiner Ehefrau Silke Schröckert, sowie Moderator Steven Gätjen und Moderatorin Anne Wernicke (zuvor Maria Ehrich) das Film- und Serienmagazin Filmgorillas im ZDF.
Als DJ und Musikproduzent ist er unter dem Namen Rod Bolts aktiv und arbeitet u. a. mit Marc Acardipane zusammen. Mit Tim Heinke bildet er das DJ-Duo Die Hübschen.